# Třída Erinomi
Třída Erinomi je třída korvet nigerijského námořnictva. Jedná se o typ Vosper Mk 9 od anglické loďařské firmy Vosper Thornycroft. Celkem byly postaveny dvě jednotky této třídy. Obě jsou stále v aktivní službě.

## Stavba
Třídu tvoří dvě jednotky postavené v anglických firmy Vosper Thornycroft.
Jednotky třídy Erinomi:
| Jméno         | Založení kýlu  | Spuštění na vodu | Dokončení      | Status  |
| ------------- | -------------- | ---------------- | -------------- | ------- |
| Erinomi (F83) | 14. října 1975 | 20. ledna 1977   | 29. ledna 1980 | aktivní |
| Enymiri (F84) | 11. února 1977 | 9. února 1978    | 2. května 1980 | aktivní |

## Konstrukce
Hlavňovou výzbroj plavidel tvoří jeden 76mm kanón OTO Melara Compact v dělové věži na přídi, jeden 40mm a dva 20mm kanóny. Plavidla byla navíc vybavena trojitým vypouštěcím zařízením pro protiletadlové řízené střely Sea Cat (celkem nesly 15 střel) a 375mm protiponorkovým raketometem Bofors ve dvouhlavňové verzi. Pohonný systém tvoří čtyři diesely MTU 20V 956 TB92, každý o výkonu 4400 hp, pohánějící dva lodní šrouby se stavitelnými lopatkami KaMeWa. Nejvyšší rychlost dosahuje 28 uzlů. Dosah je 2200 námořních mil při rychlosti 14 uzlů.